# 奇梅里夫卡 (舊別利斯克區)
49°17′42″N 38°56′40″E / 49.29500°N 38.94444°E

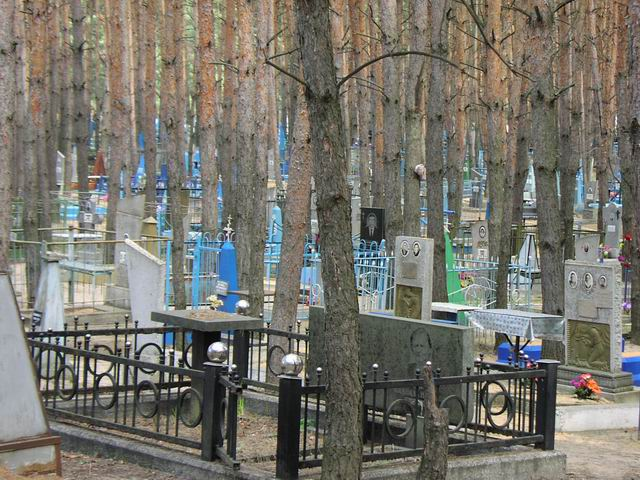
墓园

奇梅里夫卡（烏克蘭語：Чмирівка）是位於烏克蘭東部的村莊，由盧甘斯克州舊比利斯克區的奇梅里夫卡市鎮負責管轄，並是該市鎮的行政中心。該村始建於1822年，面積6.02平方公里，海拔高度64米，2001年人口4,293，人口密度每平方公里713.2人。